# 三条公兼
三条 公兼（さんじょう きんかね）は、江戸時代前期から中期にかけての公卿。左大臣・三条実治の子。官位は従三位・左近衛中将。三条家23代当主。東山天皇（112代）に仕えた。

## 経歴
元禄2年（1689年）、叙爵。以降、三条家の嫡男として速いスピードで昇進し、元禄10年（1697年）には従三位となり公卿に列しているが、元禄13年（1700年）になって突然官位を停止させられた。理由は不詳だが、朝廷内で大きな出来事のあった年でもないので彼個人の問題であると考えられる。弟・公充が三条家を相続し、公兼の子・実顕は公充の後を受けて三条家を相続した。

## 系譜
- 父：三条実治
- 母：家女房
- 妻：広幡豊忠女[1]
  - 男子：三条実顕
- 生母不明の子女
  - 男子：河鰭輝季 - 河鰭実詮の養子